# Joachim Rangnick
Joachim Rangnick (* 1947) ist ein deutscher Graphiker und Schriftsteller.

## Leben
Rangnick studierte u. a. Graphik und bekam nach erfolgreichem Abschluss eine Anstellung beim Otto Maier Verlag als Redakteur. Als solcher war er siebzehn Jahre lang verantwortlich für Gesellschaftsspiele. Anschließend macht er sich mit einer Marketing-Firma selbstständig; später folgte noch die Gründung eines eigenen Verlags.
Rangnick erfand den Protagonisten Robert Walcher, einen investigativen Journalisten, der von berufshalber immer wieder über Kriminalfälle stolpert, welche er dann auch aufklären kann.

## Werke (Auswahl)
Robert-Walcher-Zyklus
1. Die Austräger. Rangnick Verlag, Ravensburg 2006, ISBN 3-9809889-1-0.
2. Viren-Mafia. Rangnick, Berlin 2007, ISBN 978-3-9809889-3-3.
3. Sonniger Herbst. Rangnick, Ravensburg 2008, ISBN 978-3-9809889-4-0.
4. Alte Kameraden. Rangnick, Ravensburg 2009, ISBN 978-3-9809889-5-7.
5. Der Ahnhof. 2. Aufl. List, Berlin 2010, ISBN 978-3-548-60992-8.
6. Bauernfänger. List, Berlin 2011, ISBN 978-3-548-61048-1 (früherer Titel: Die Lotto-Company).
7. Falkenjagd. List, Berlin 2012, ISBN 978-3-548-61094-8 (früherer Titel: Frische Hühnchen).
8. Winterstarre. Ein neuer Fall für Robert Walcher. List, Berlin 2012, ISBN 978-3-548-61075-7.
9. Lämmerweid. List, Berlin 2013, ISBN 978-3-548-61122-8.
10. Fürchte deinen Bruder. List, Berlin 2014, ISBN 978-3548611860

Sachbücher
- Malen auf Weißblech. Maier, Ravensburg 1979, ISBN 3-473-45584-9.
- Daumenkino. Trickfilmbasteleien für junge Regisseure. Maier, Ravensburg 1981, ISBN 3-473-37083-5.
- Labyrinthe. Maier, Ravensburg 1981, ISBN 3-473-37070-3.
- Papierflieger. 8. Aufl.  Maier, Ravensburg 1985, ISBN 3-473-37053-3 (zusammen mit Walter Diem).